# Título de Inspector de ITEAF
El Título de Inspector de Inspección Técnica de Equipos de Aplicación de Productos Fitosanitarios (De forma abreviada Título de Inspector de ITEAF) es un certificado oficial de aptitud otorgado por las Unidades de Formación de las universidades españolas autorizadas tras cursas de forma satisfactoria los correspondientes plantes de estudios.Y en el caso de que quieras ser inspector de sanidad podrás entrar por cualquier carrera de ciencias de la salud o algún grado de tecnología 

## Características

### La titulación
El certificado oficial de aptitud, que capacita profesionalmente para ejercer la profesión, se obtiene tras la realización y superación de la formación complementaria (Curso de especialización o extensión universitaria) establecida en el Real Decreto 1702/2011.

### Plan de Estudios
El contenido mínimo y horas lectivas para el curso de formación de inspectores de las ITEAF, según viene establecido en el Anexo IV sobre los criterios básicos de los programas de formación del personal perteneciente a las estaciones de ITEAF, es el siguiente:
| Tema | Tipo               | Duración |
| --- | ------------------ | -------- |
| Criterios generales sobre la aplicación de fitosanitarios y su influencia sobre la eficacia del tratamiento, la seguridad del operario y el medio ambiente.         | Teoría             | 3 horas  |
| Características de los equipos de aplicación de fitosanitarios: clasificación, componentes, características constructivas, criterios de funcionamiento y selección. | Teoría             | 8 horas  |
| Criterios de regulación y determinación del volumen de aplicación. Diagramas de distribución de los diferentes equipos. Ejercicios prácticos.                       | Teoría + Práctica  | 5 horas  |
| Mantenimiento de los equipos y su relación con la calidad de la aplicación de fitosanitarios.                                                                       | Teoría             | 2 horas  |
| La inspección periódica de equipos de aplicación de fitosanitarios: finalidad, objetivos y organización.                                                            | Teoría             | 3 horas  |
| Equipos e instrumentación necesarios para la inspección: características técnicas y requisitos mínimos previstos.                                                   | Teoría + Práctica  | 4 horas  |
| Elementos o aspectos a examinar durante el control de los equipos de aplicación. Criterios de aceptación o rechazo de acuerdo con la normativa establecida.         | Teoría             | 3 horas  |
| Ejemplos prácticos de como efectuar el control de las diferentes tipologías de equipos (cultivos arbóreos y cultivos herbáceos).                                    | Prácticas          | 8 horas  |
| Manejo de aplicaciones informáticas específicas para la realización de las inspecciones.                                                                            | Prácticas          | 2 horas  |
| Cumplimentación de la documentación y emisión de informes. | Teoría + Prácticas | 2 horas  |

Cada curso tendrá una duración de 40 horas con una distribución aproximada de un 60% de contenidos teóricos y un 40% de prácticas.

### Unidades de Formación
Las Unidades de Formación de la Inspección son los centros de formación acreditados a nivel nacional para desarrollar la actividad docente necesaria para optar al certificado de aptitud de directores e inspectores de ITEAF. En España, las Unidades de Formación reconocidas por el Ministerio de Agricultura de forma oficial son las siguientes:
- El Departamento de Ingeniería Rural de la Universidad de Córdoba.
- La Escuela Politécnica Superior de Huesca de la Universidad de Zaragoza.
- La Escuela Técnica Superior de Ingenieros Agrónomos de Albacete de la Universidad de Castilla-La Mancha.
- La Escuela Superior y Técnica de Ingeniería Agraria de la Universidad de León.
- La Unidad de Mecanización Agraria de la Universidad Politécnica de Cataluña.
- El Departamento de Ingeniería Rural de la Escuela Técnica Superior de Ingenieros Agrónomos de la Universidad Pública de Navarra.
- La Unidad de Mecanización y Tecnología Agraria de la Universidad Politécnica de Valencia.

## La profesión

### Requisitos previos
Para poder ejercer las funciones de inspector, además del citado curso complementario, es necesario estar en posesión de una titulación formación profesional adecuada o acreditar una formación de, al menos, 150 horas en materias relativas a la sanidad vegetal, a la producción agraria o a la fabricación y caracterización de maquinaria.
Algunas de las titulaciones a las que se alude y que cumplen los citados requisitos son:
- Grados Superiores de ramas agrarias y forestales.
- Grados Medios de ramas agrarias y forestales.

### Funciones
Las funciones conferidas a los inspectores vienen recogidas en el Real Decreto 1702/2011, de 18 de noviembre, y son las que se citan a continuación:
- La tipificación del equipo de aplicación e identificación individual del mismo.
- La recomendación al usuario de regulaciones y uso más aconsejable en cada tratamiento.
- La ejecución de la inspección de acuerdo con el manual de procedimiento. Relación de los defectos encontrados y su valoración.
- La elaboración del informe, utilizando la aplicación informática disponible, y firma del mismo, para su entrega al usuario del equipo.